# Bill Hay
William Charles „Bill“ Hay (* 8. Dezember 1935 in Saskatoon, Saskatchewan; † 25. Oktober 2024 in Calgary, Alberta) war ein kanadischer Eishockeyspieler und -funktionär, der im Verlauf seiner aktiven Karriere zwischen 1952 und 1967 unter anderem 573 Spiele für die Chicago Black Hawks in der National Hockey League (NHL) auf der Position des Centers bestritten hat. Im Jahr 2015 wurde Hay in die Hockey Hall of Fame aufgenommen.

## Karriere
Hay erreichte  im Jahr 1955 mit den Regina Pats die Finalserie um den Memorial Cup, wo er jedoch mit seinem Team unterlag. Danach wechselte er ans Colorado College und war in den folgenden Jahren einer der erfolgreichsten Spieler in der US-amerikanischen Universitätsliga. Er kehrte 1958 nach Kanada zurück und unterschrieb bei den Calgary Stampeders in der Western Hockey League seinen ersten Profivertrag. Dort gelangen ihm in 53 Spielen 54 Scorerpunkte.
Die Chicago Black Hawks hatten Interesse an ihm und kauften die Rechte an ihm im April 1959 von den Canadiens de Montréal. Gleich in seiner ersten Saison 1959/60 konnte er in der NHL überzeugen. Gemeinsam mit Bobby Hull und Murray Balfour bildete er die sogenannte Million Dollar Line. Er wurde als bester Rookie mit der Calder Memorial Trophy ausgezeichnet und nahm zu Beginn der darauffolgenden Spielzeit am NHL All-Star Game teil. Seine roten Haare brachten ihm auch den Spitznamen Red ein. In seinem zweiten Jahr in Chicago half er mit, dass die Black Hawks den Stanley Cup gewinnen konnten. Bis zur Saison 1965/66 gelangen ihm bei Toren und Vorlagen immer zweistellige Werte. 1967 beendete er seine aktive Karriere. So half er den St. Louis Blues nicht, die ihn beim NHL Expansion Draft 1967 ausgewählt hatten.
Nach seiner NHL-Karriere kehrte er nach Calgary zurück und arbeitete dort für die Bow Valley Resource Services Ltd. Er war Mitglied des Auswahlkomitees der Hockey Hall of Fame, in die 1974 auch sein Vater Charles Hay, ein verdienter Funktionär, aufgenommen worden war. Bill Hays Onkel Earl Miller hatte 1927 bis 1933 in der NHL für die Black Hawks und die Toronto Maple Leafs gespielt. Von 1991 bis 1995 fungierte er als Präsident der Calgary Flames. Zwischen 1998 und 2013 war er Präsident des kanadischen Eishockeyverbands Hockey Canada und der Hockey Hall of Fame vorständig, in die er im Juni 2015 selbst aufgenommen wurde. Sechs Jahre später erhielt er im Jahr 2021 den Order of Hockey in Canada. Hay verstarb im Oktober 2024 im Alter von 88 Jahren in seiner Wahlheimat Calgary.

## Erfolge und Auszeichnungen
| - 1955 Abbott-Cup-Gewinn mit den Regina Pats - 1957 Broadmoor-Trophy-Gewinn mit dem Colorado College - 1957 NCAA-Division-I-Championship mit dem Colorado College - 1957 WIHL First All-Star Team - 1957 NCAA West First All-American Team - 1957 NCAA Championship All-Tournament Team - 1958 WIHL First All-Star Team | - 1958 NCAA West First All-American Team - 1960 Calder Memorial Trophy - 1960 Teilnahme am NHL All-Star Game - 1961 Stanley-Cup-Gewinn mit den Chicago Black Hawks - 1961 Teilnahme am NHL All-Star Game - 2015 Aufnahme in die Hockey Hall of Fame - 2021 Order of Hockey in Canada |

## Karrierestatistik
(Legende zur Spielerstatistik: Sp oder GP = absolvierte Spiele; T oder G = erzielte Tore; V oder A = erzielte Assists; Pkt oder Pts = erzielte Scorerpunkte; SM oder PIM = erhaltene Strafminuten; +/− = Plus/Minus-Bilanz; PP = erzielte Überzahltore; SH = erzielte Unterzahltore; GW = erzielte Siegtore; 1 Play-downs/Relegation; Kursiv: Statistik nicht vollständig)